# Ignatiô Cung Phẩm Mai
Ignatiô Cung Phẩm Mai (1901–2000; tiếng Trung Quốc: 龔品梅, tiếng Anh: Ignatius Kung Pin-mei) là một hồng y người Trung Quốc của Giáo hội Công giáo Rôma. Ông từng đảm nhiệm chức vị Giám mục chính tòa Giáo phận Thượng Hải.

## Tiểu sử
Hồng y Mai sinh ngày 2 tháng 8 năm 1901 tại Trung Hoa. Sau khoảng dài gian dài theo học tại các lớp Chủng viện theo Giáo luật, ngày 28 tháng 5 năm 1930, Phó tế Ignatiô được thụ phong chức linh mục. Ngày 9 tháng 6 năm 1949, Tòa Thánh loan tin bổ nhiệm linh mục Ignatiô Cung Phẩm Mai làm Giám mục chính tòa Giáo phận Sóc Châu. Lễ Tấn phong cho Tân giám mục được cử hành ngày 7 tháng 10 năm 1949. Vị tân chức chọn khẩu hiệu:Ut sint unum ovile et unus pastor / 同歸一牧一盞. Lễ tấn phong được cử hành bới chủ phong là Tổng giám mục Antonio Riberi, Khâm sứ Tòa Thánh tại Trung Quốc, phụ phong với các giám mục James Edward Walsh, M.M, giám mục Tông Tòa Kongmoon/Jiangmen và giám mục Simon Chu Khai Mẫn, Giám mục chính tòa Giáo phận Hải Môn. Chưa đầy một năm, Tòa Thánh quyết định thuyên chuyển vị tân giám mục làm Giám mục chính tòa Thượng Hải, ông bắt đầu sứ vụ này vào ngày 15 tháng 7 năm 1950. Đi kèm với chức vị ở Thượng Hải, Giám mục Mai còn được bổ nhiệm làm Giám mục Giám quản Tông Tòa Tổng giáo phận Nam Kinh và Giám quản Tông Tòa Giáo phận Sóc Châu. Cả ba nhiệm vụ này được ông kiêm nhiệm liên tục trong 50 năm đến khi qua đời. Trong Công nghị Hồng y năm 1979, ngày 30 tháng 6, ông được vinh thăng Hồng y trong lòng, và việc này được công bố vào ngày 28 tháng 6 năm 1991, tước vị Hồng y đẳng linh mục Nhà thờ Thánh Sixtus. Hồng y Mai qua đời vào ngày 12 tháng 3 năm 2000, thọ 99 tuổi.